# Operational Diving Division
Die Operational Diving Division oder kurz ODD ist eine Kampfschwimmereinheit der South African Navy. Sie ist der Maritime Reaction Squadron unterstellt. Gegründet wurde die Einheit 1957. Sie besteht aus vier Operational Diving Teams, die jeweils 17 Taucher haben. Einheiten der Operational Diving Division wurden unter anderem in Tansania und vor der Somalischen Küste eingesetzt, um die Piraterie zu bekämpfen. Die Einheit hat eigene Boote, jedoch sind einige davon veraltet, da sie bereits 2008 die ursprünglich vorgesehene 16-jährige Einsatzzeit überschritten haben.